# Żyrardów
Żyrardów è una città polacca del distretto di Żyrardów nel voivodato della Masovia.
Ricopre una superficie di 14,35 km² e nel 2004 contava 41 516 abitanti. Dal 1975 al 1998 ha fatto parte del voivodato di Skierniewice.
È il capoluogo del distretto di Żyrardów. Żyrardów è situata sul fiume Pisia Gągolina.

## Storia
La città è stata fondata dai fratelli Łubienski come fabbrica tessile nel 1833 con il nome di Ruda Guzowska; uno dei direttori della fabbrica era l'inventore francese Philippe de Girard. La città si sviluppò nel XIX secolo, diventando una città importante nella Polonia per il settore tessile. In onore di Philippe de Girard. Ruda Guzowska fu rinominata Żyrardów, un toponimo derivante dalla pronuncia polacca del nome di Girard. Il 13 settembre 1939, i nazisti occuparono la città e nel 1941 trasferirono tutti gli ebrei nel ghetto di Varsavia. Il museo della città è oggi situato nel palazzo del proprietario della fabbrica K. Dittrich.

## Monumenti
La maggior parte dei monumenti di Żyrardów sta nell'insediamento della manifattura, nato nel XIX-XX secolo. Si pensa che l'insediamento industriale di Żyrardów sia l'unico rimasto in Europa come intera cittadella industriale del XIX secolo.

## Istruzione
- Szkoła Mistrzostwa Sportowego w Kolarstwie
- Wyższa Szkoła Rozwoju Lokalnego
- Liceum Ogólnokształcące im. Stefana Żeromskiego